# 作家出版社
作家出版社，是中华人民共和国一家大型出版社，成立于1953年。该社隶属于中国作家协会，2019年完成公司制改革，成立作家出版社有限公司。
该社出版之作品以中国当代文学为主。巴金、季羡林、贾平凹、陈忠实、莫言、苏童、余华、金庸、汪曾祺、冯骥才、余秋雨、毕淑敏、严歌苓、席慕容、韩寒等作家均有代表作于此社出版。
该社亦与美国哈珀·科林斯出版社、兰登书屋等多家出版社合作，引进外国文学作品版权。如泰戈尔、弗朗茨·卡夫卡、渡边淳一、若泽·萨拉马戈等作家之作品。

## 历任社长
名单暂不全
- 楼适夷
- 张僖
- 从维熙
- 玛拉沁夫
- 陈建功
- 张胜友
- 何建明
- 吴义勤
- 葛笑政

## 出版书籍
- 2000年出版的《哈佛女孩》，持续16个月成为中国第一最畅销书籍[1]，售出300多万本[2]。
- 2007年出版了删节版的《苏菲的世界》。